# Hunderdorf
Hunderdorf – miejscowość i gmina w Niemczech, w kraju związkowym Bawaria, w rejencji Dolna Bawaria, w regionie Donau-Wald, w powiecie Straubing-Bogen, siedziba wspólnoty administracyjnej Hunderdorf. Leży w Lesie Bawarskim, około 12 km na północny wschód od Straubingu, przy autostradzie A3 i linii kolejowej Cham – Straubing.

## Dzielnice
W skład gminy wchodzą następujące dzielnice: Au vorm Wald, Gaishausen, Hunderdorf i Steinburg.

## Demografia
| Rok  | Liczba mieszk. |
| ---- | -------------- |
| 1970 | 2948           |
| 1987 | 2937           |
| 2000 | 3455           |

## Oświata
(na 1999)

W gminie znajduje się 100 miejsc przedszkolnych (84 dzieci) oraz szkoła podstawowa (25 nauczycieli, 442 uczniów).